# پایگاه هوایی کینگزویل
پایگاه هوایی کینگزویل (به انگلیسی: Naval Air Station Kingsville) یک فرودگاه با کد یاتا NQI است . این فرودگاه در شهر کینگزویل، تگزاس کشور ایالات متحده آمریکا قرار دارد و در ارتفاع ۱۵ متری از سطح دریا واقع شده‌است.